# Église des Douze-Apôtres de Valparaiso

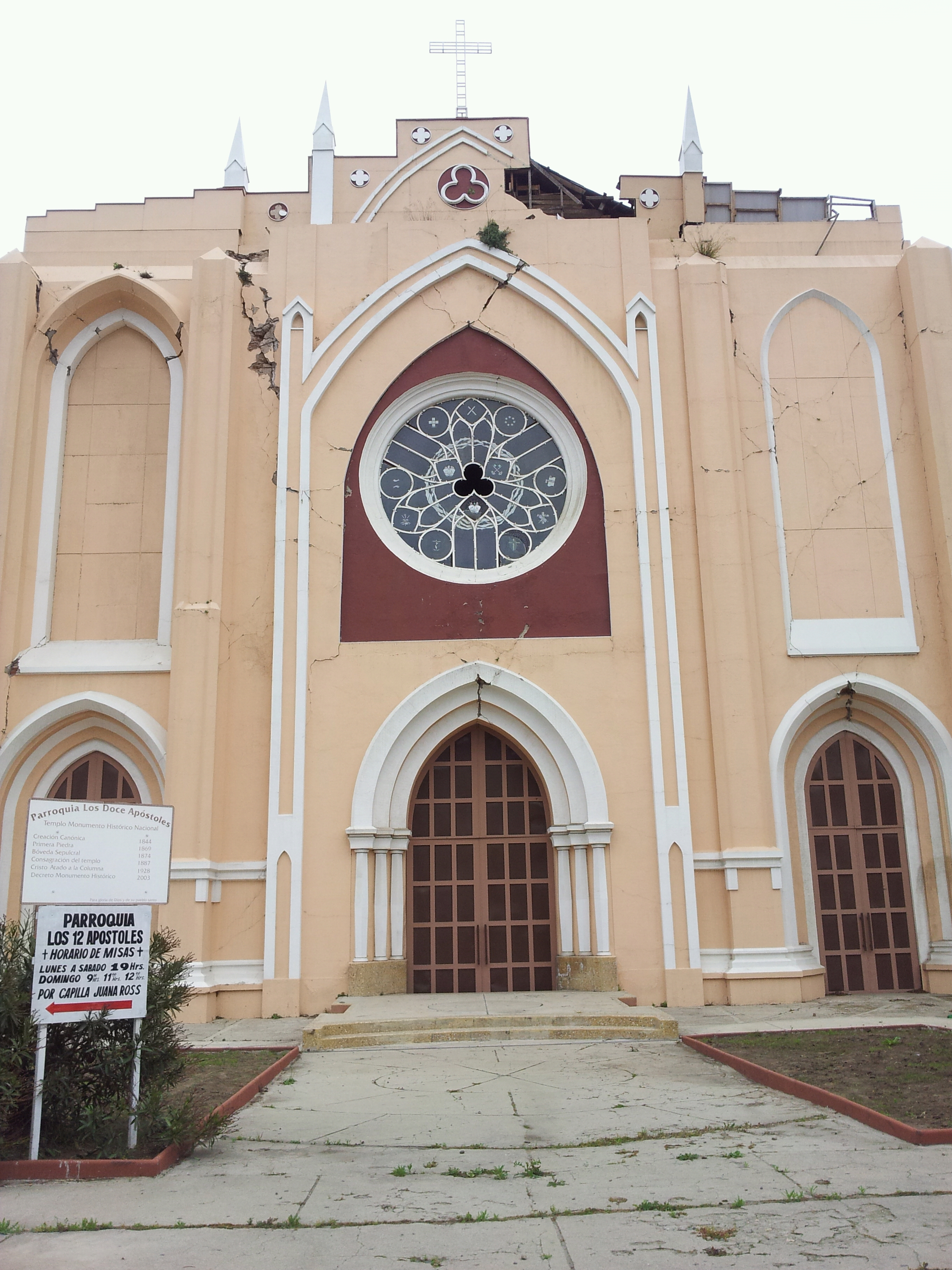
Façade en 2012.

L'église des Douze-Apôtres (Iglesia de los Doce Apóstoles) est une église paroissiale catholique située au Chili à Valparaiso dans le quartier d'El Almendra. Dédiée aux douze apôtres, elle dépend du diocèse de Valparaiso, et se trouve à l'intersection de l'avenida Argentina et de la calle Juana Ross à côté de l'édifice du Congrès national du Chili. L'église a été déclarée monument national du Chili dans la catégorie des monuments historiques, selon un décret du 20 mai 2003, comme pour l'église des Sacrés-Cœurs de Valparaiso.

## Histoire et description
L'église est bâtie de 1869 à 1875 selon les plans de l'architecte Juan Eduardo Fehrman, en style néo-gothique en forme de croix latine, avec un dôme octogonal à huit pignons, surmonté d'une flèche. Pendant la Guerre du Pacifique, elle sert d'hôpital de campagne pour les blessés du port de Valparaiso. Le tremblement de terre de 1985 lui fait subir des dommages importants et elle est remodelée.

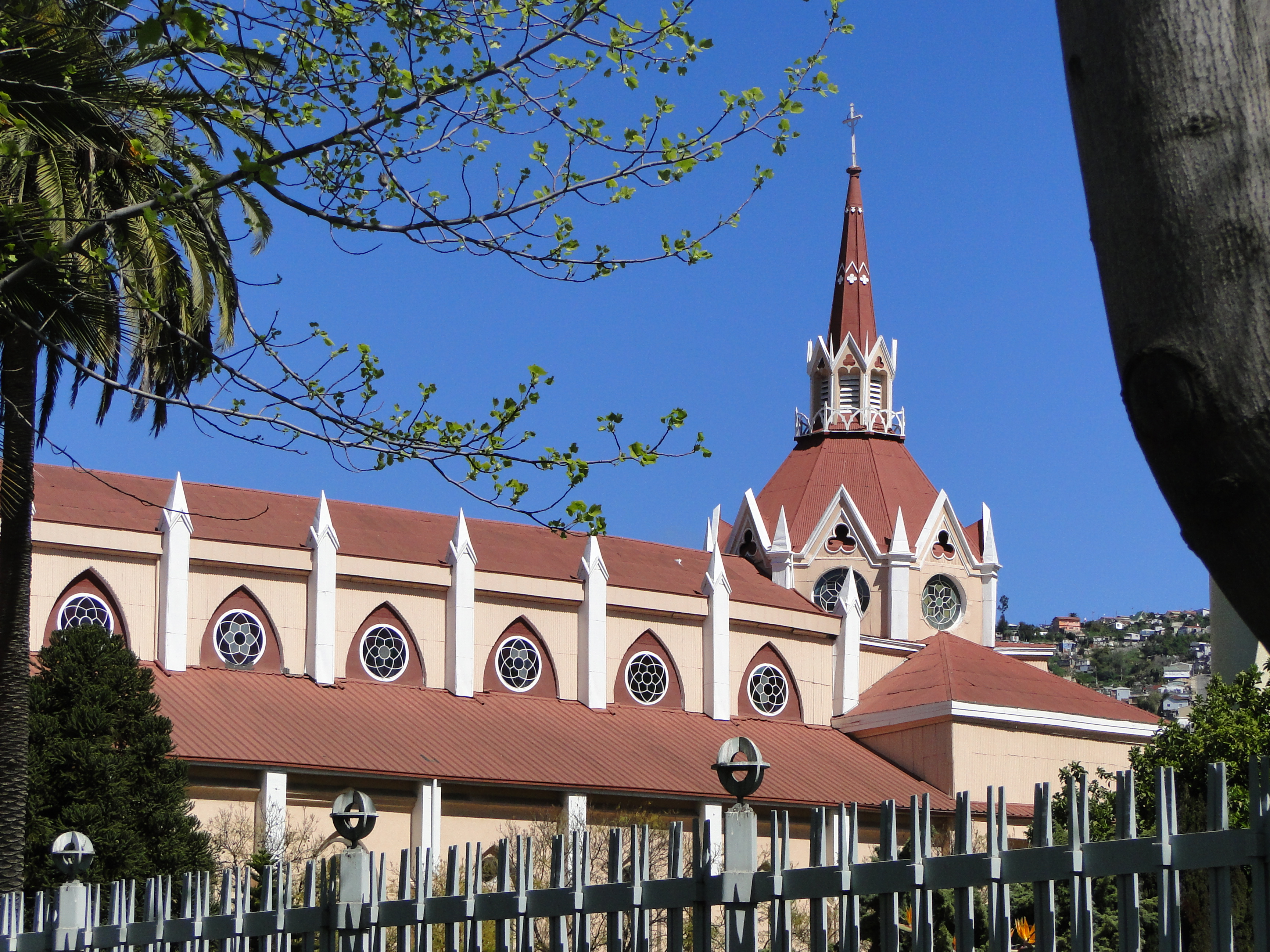
Vue latérale